# Mistrzostwa Świata w biegu na 100 km 2022
31. Mistrzostwa Świata w biegu na 100 km 2022 – zawody lekkoatletyczne, które odbyły się 27 sierpnia 2022 w Bernau bei Berlin.

## Medaliści
|                         | 1. miejsce                                                               | Rezultat | 2. miejsce                                                            | Rezultat | 3. miejsce                                                                                      | Rezultat |
| Mężczyźni indywidualnie | Haruki Okayama                                                           | 6:12:10  | Junpei Yamaguchi                                                      | 6:17:19  | Piet Wiersma                                                                                    | 6:18:47  |
| Mężczyźni drużynowo     | Japonia 1. Haruki Okayama · 2. Junpei Yamaguchi · 3. Nao Kazami          | 18:51:12 | Francja 1. Guillaume Ruel · 2. Benjamin Polin · 3. Julien Nison       | 19:55:10 | Południowa Afryka 1. Zukile Vellem · 2. Renier Petrus Grobler · 3. Mahlomola Ishmael Sekhonyana | 20:05:58 |
| Kobiety indywidualnie   | Floriane Hot                                                             | 7:04:03  | Camille Chaigneau                                                     | 7:06:32  | Caitriona Jennings                                                                              | 7:07:16  |
| Kobiety drużynowo       | Stany Zjednoczone 1. Courtney Olsen · 2. Anna Kacius · 3. Nicole Monette | 22:14:46 | Francja 1. Floriane Hot · 2. Camille Chaigneau · 3. Stephanie Gicquel | 22:16:46 | Japonia 1. Miho Nakata · 2. Mai Fujisawa · 3. Mikiko Ota                                        | 22:26:59 |

## Reprezentacja Polski

### Mężczyźni
Drużyna mężczyzn zajęła 6. miejsce z czasem 20:31:40
| Miejsce | Zawodnik           | Klub                  | Rezultat |
| 11.     | Andrzej Piotrowski | WKS Wawel Kraków      | 6:35:48  |
| 17.     | Dariusz Nożyński   | RK Athletics Warszawa | 6:41:32  |
| 43.     | Artur Jendrych     | AZS UMCS Lublin       | 7:14:20  |

### Kobiety
| Miejsce | Zawodniczka          | Klub                   | Rezultat |
| 24.     | Patrycja Bereznowska | Wieliszew Heron Team   | 7:57:42  |
| 61.     | Magdalena Ziółek     | SRS Kondycja Piaseczno | 8:56:51  |